# سید محمدحسین عادلی
سید محمدحسین عادلی (زادۀ ۲۷ بهمن ۱۳۳۱ اهواز) سیاست‌مدار، اقتصاددان و دیپلمات ایرانی است، که هم‌اکنون به‌عنوان مدرس دانشگاه تهران و دانشگاه خواجه نصیرالدین طوسی فعالیت می‌کند.
وی از ۱۳۶۶ تا ۱۳۶۸ سفیر ایران در ژاپن، در فاصله سال‌های ۱۳۶۸ تا ۱۳۷۳ رئیس کل بانک مرکزی ایران، از ۱۳۷۴ تا ۱۳۷۸ سفیر ایران در کانادا و از ۱۳۸۳ تا ۱۳۸۴ سفیر ایران در بریتانیا بود. او از سال ۱۳۹۲ تا ۱۳۹۶ نیز به‌عنوان دبیرکل مجمع کشورهای صادرکننده گاز فعالیت می‌کرد.
عادلی دانش‌آموخته کارشناسی ارشد اقتصاد بین‌الملل از دانشگاه تهران و دکتری مدیریت کسب‌وکار از دانشگاه وست کاست کالیفرنیا است.

## زندگی
محمدحسین عادلی در ۲۷ بهمن ۱۳۳۱ در شهر اهواز زاده شد. در مدرسهٔ دارالفنون در تهران تحصیل کرد. وی از همان ابتدا شروع به تدریس در دانشگاه‌های مختلف تهران کرد. در سن ۲۷ سالگی به سمت مدیر کل امور اقتصادی در وزارت امور خارجه رسید. پنج سال بعد، او مشاور ویژۀ وزارت امور خارجه شد. سال بعد، فعالیت خود را به‌عنوان مشاور وزیر نفت آغاز کرد. در ادامه، او به نمایندگی ایران در جلسه‌های مختلف اوپک شرکت می‌کرد. عادلی یکی از معدود مقامات ایرانی است که به‌طور فعال در مجمع جهانی اقتصاد شرکت کرده‌است.
آغاز فعالیت‌های رسمی عادلی در زمینهٔ دیپلماتیک، هم‌زمان با انتصاب وی به‌عنوان سفیر ایران در ژاپن بود. وی در سال‌های ۱۹۸۶ تا ۱۹۸۹ در این سمت فعالیت کرد و نقشی کلیدی در احیای روابط سیاسی و تجاری بین ایران و ژاپن داشت. وی در سن ۳۶ سالگی، رئیس کل بانک مرکزی جمهوری اسلامی ایران شد. او از پیشگامان اصلاحات اقتصادی ایران برای بازسازی شرایط بحرانی اقتصاد در سال‌های پس از جنگ ایران و عراق بود. فعالیت دیپلماتیک عادلی از طریق انتصاب وی به‌عنوان سفیر ایران در کانادا در سال ۱۹۹۵ ادامه پیدا کرد. او در پایان دورۀ خود در سال ۱۹۹۹، به عنوان معاون وزیر امور خارجه در امور اقتصادی و رئیس شورای هماهنگی روابط اقتصادی خارجی تا سال ۲۰۰۴ منصوب شد. پس از خروج عادلی از دولت، وی مؤسسۀ روند را تأسیس کرد.